# Erzbistum Modena-Nonantola
Das Erzbistum Modena-Nonantola (lat.: Archidioecesis Mutinensis-Nonantulana, ital.: Arcidiocesi di Modena-Nonantola) ist eine in Italien gelegene römisch-katholische Erzdiözese mit Sitz in Modena.

## Geschichte
Das Erzbistum Modena-Nonantola wurde im 3. Jahrhundert als Bistum Modena errichtet. Das Bistum Modena war dem Erzbistum Bologna als Suffraganbistum unterstellt. 
Am 15. Dezember 1820 wurde dem Bistum Modena die Territorialabtei Nonantola angegliedert. Das Bistum Modena wurde am 22. August 1855 durch Papst Pius IX. mit der Apostolischen Konstitution Vel ab antiquis zum Erzbistum erhoben. Am 30. September 1986 wurde das Erzbistum Modena durch die Kongregation für die Bischöfe mit dem Dekret Instantibus votis in Erzbistum Modena-Nonantola umbenannt.
Papst Franziskus vereinigte das Erzbistum Modena-Nonantola am 7. Dezember 2020 in persona episcopi mit dem Bistum Carpi. Erzbischof Erio Castellucci, zuvor bereits Apostolischer Administrator, wurde gleichzeitig zum Bischof von Carpi ernannt.

## Einzelnachweise

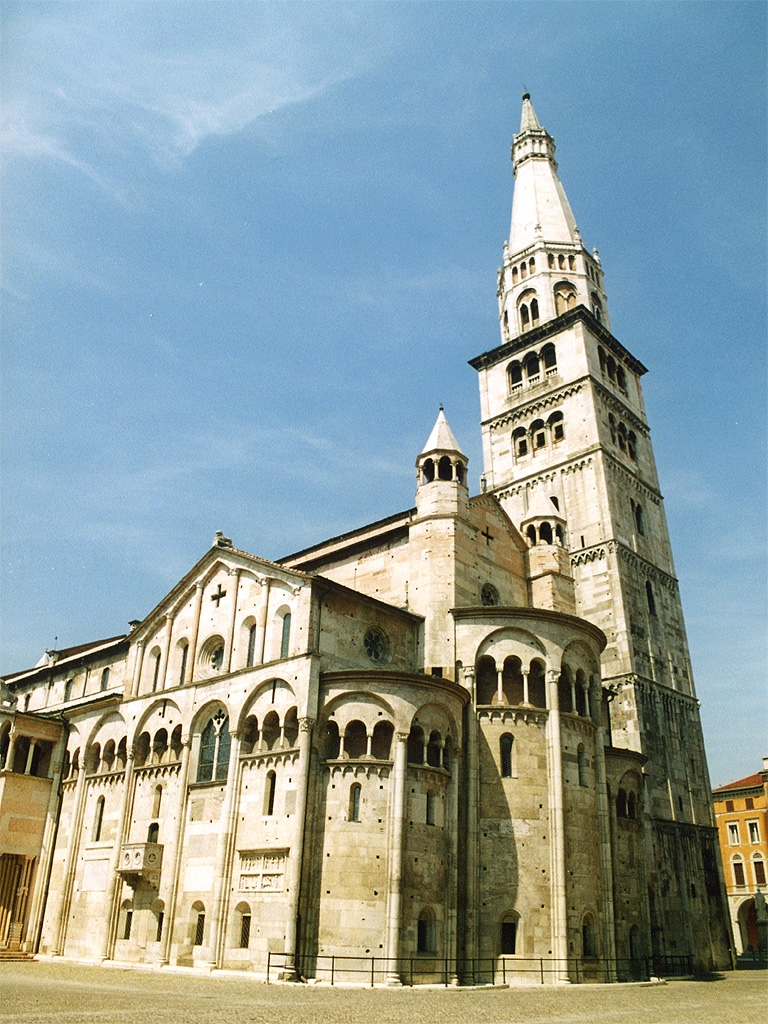
Kathedrale Santa Maria Assunta in Modena
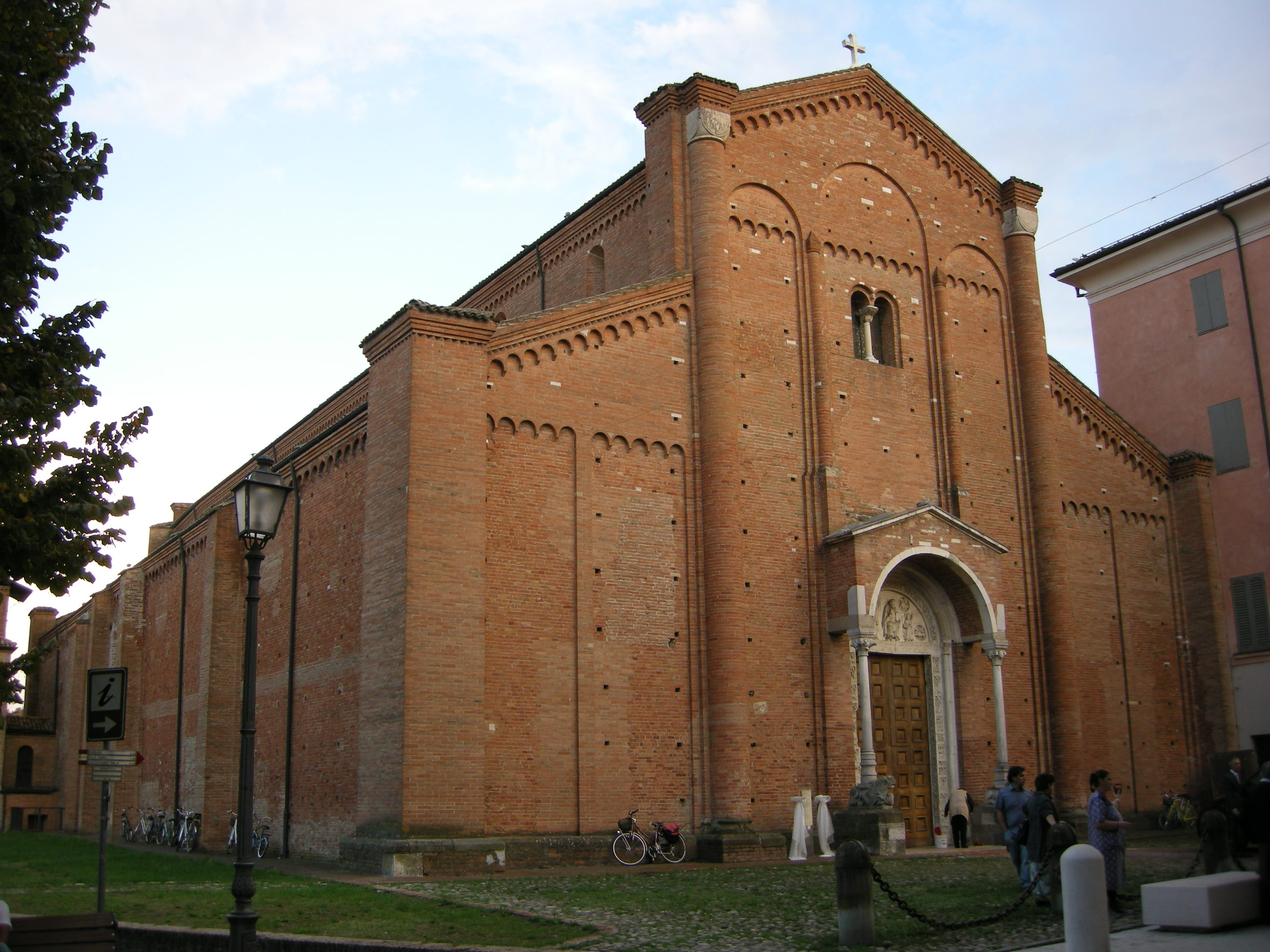
Konkathedrale: Abteikirche Nonantola
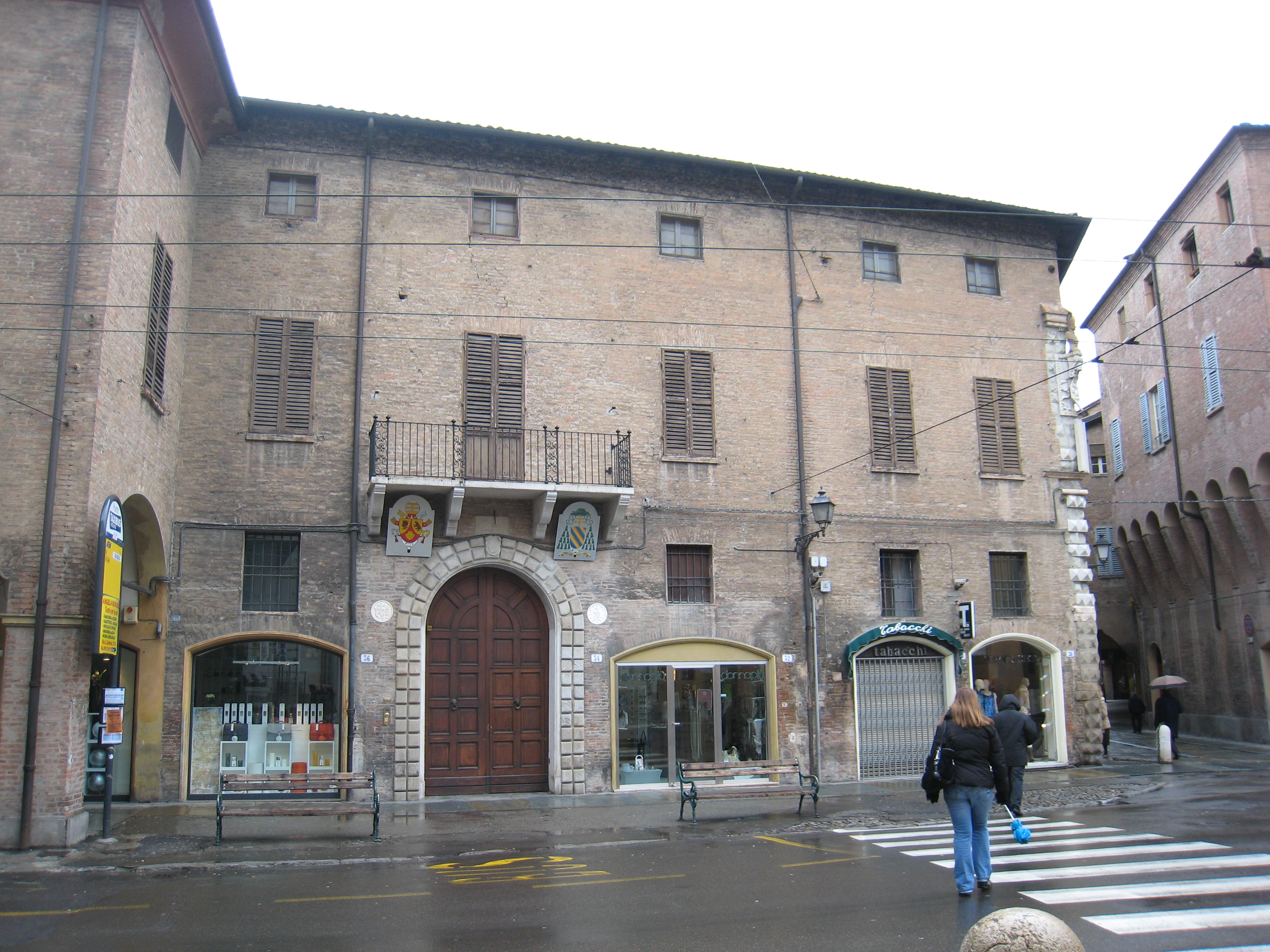
Erzbischöfliches Palais in Modena